# Wolfgang Glatzel
Wolfgang Glatzel (* 2. Juni 1909 in Sulzbach, Oberpfalz; † 29. Januar 2004) war ein deutscher Energiemanager. 

## Leben
Wolfgang Glatzel, Sohn von Richard Glatzel und Frieda geb. Müller, studierte in Göttingen, München und Berlin Rechtswissenschaft. 1929 wurde er Mitglied des Corps Suevia München. Er legte das Referendar- und Assessorexamen in Berlin ab. Nach der ersten und zweiten juristischen Staatsprüfung wurde er an der Georg-August-Universität Göttingen zum Dr. iur. promoviert. 1935 wurde er Syndikus bei der Deutschen Continental-Gas-Gesellschaft (DCGG), ab 1949 Vorstandsmitglied und dessen Vorstandsvorsitzender (1960–1976) und Aufsichtsratsmitglied (1976–1982) war. 1976 wurde er pensioniert. Er lebte in Meerbusch und Ronco sopra Ascona. Er war seit 1943 verheiratet mit Anne-Lise geb. Kleemann.
Glatzel war unter anderem stv. Aufsichtsratsvorsitzender der Börse Düsseldorf und der Beton- und Monierbau. Er war 1955 Gründungsmitglied der Gesellschaft von Freunden und Förderern der Medizinischen Akademie Düsseldorf, aus der sich 1965 die Universität Düsseldorf entwickelte. Er war langjähriges Vorstandsmitglied des Vereins, von 1973 bis 1987 Präsident der Freundesgesellschaft. Aufgrund seiner Unterstützung konnte das Forschungsinstitut für Mittelalter und Renaissance aufgebaut werden.
Wolfgang Glatzel engagierte sich für zahlreiche Sozialprojekte im Heiligen Land. 1974 wurde er von Kardinal-Großmeister Maximilien Kardinal de Fuerstenberg zum Ritter des Ritterordens vom Heiligen Grab zu Jerusalem ernannt und am 4. Mai 1974 in Düsseldorf durch Lorenz Kardinal Jaeger, Großprior der deutschen Statthalterei, investiert. Zuletzt war er Offizier des Päpstlichen Laienordens. 

## Ehrungen
- Ehrensenator der Universität Düsseldorf (1971)
- Ritter vom Heiligen Grab (1974)
- Großes Bundesverdienstkreuz des Verdienstordens der Bundesrepublik Deutschland (1975)
- Ehrenpräsident der Freundesgesellschaft der Universität Düsseldorf (1987)
- Großes Bundesverdienstkreuz mit Stern des Verdienstordens der Bundesrepublik Deutschland (1989)
- Bayerischer Verdienstorden